# Bulgheria

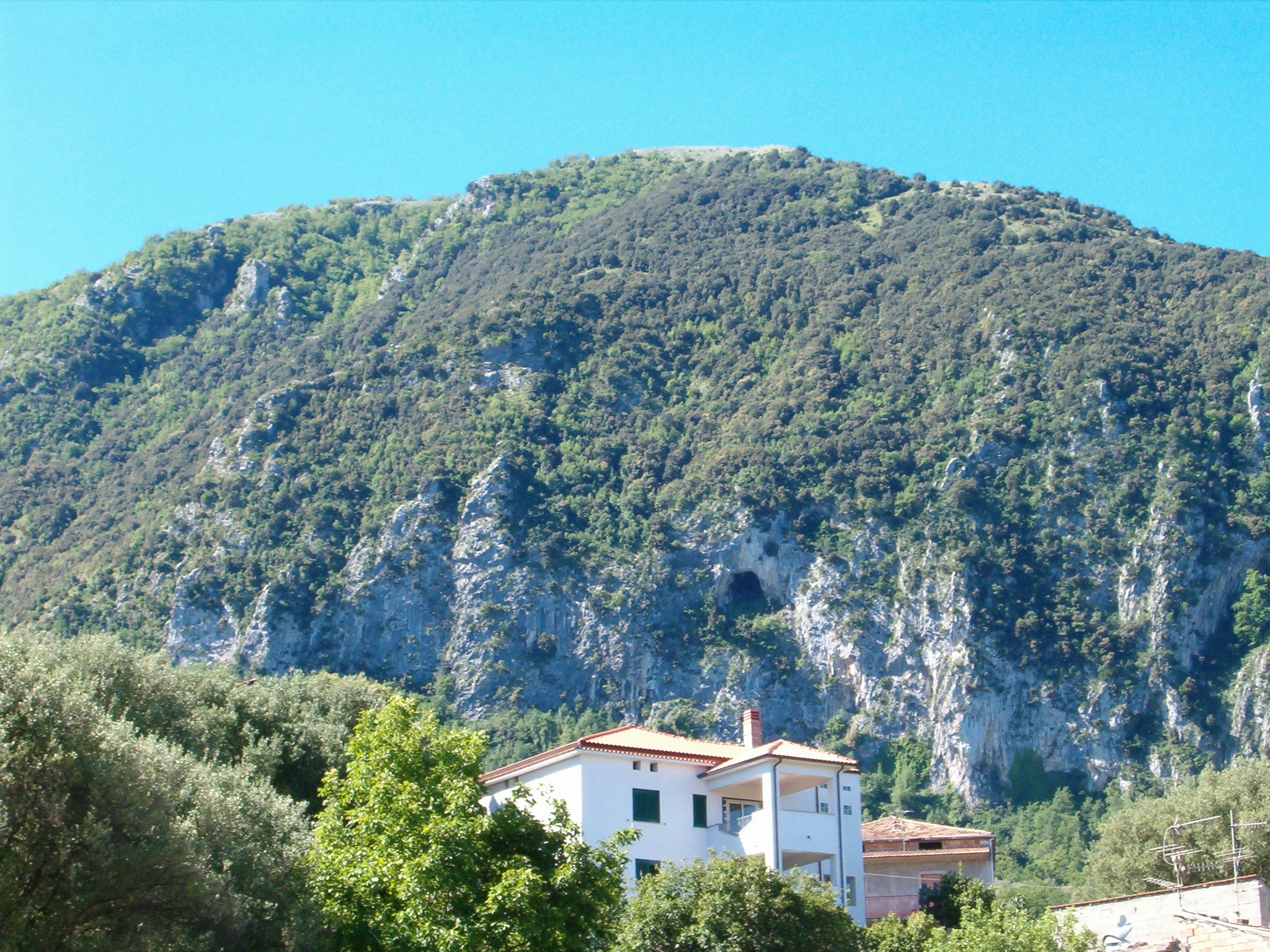
Monte Bulgheria visto da Celle di Bulgheria

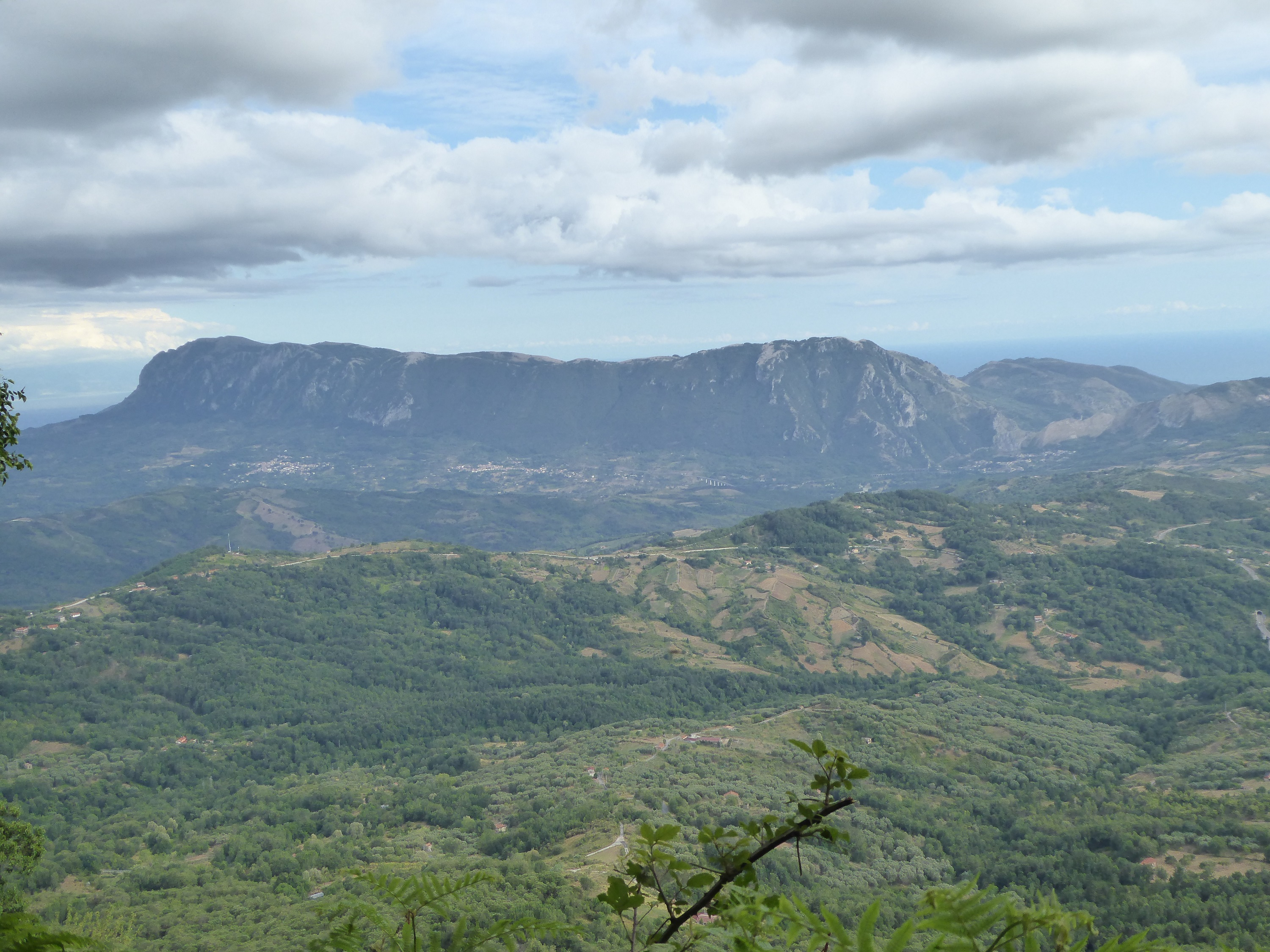
Monte Bulgheria visto dalla montagna loc. Cornia di Futani (SA)

Il monte Bulgheria è un monte situato nella parte meridionale del Cilento, nella provincia di Salerno, la cui vetta più alta raggiunge i 1225 metri. La sua denominazione deriva dai coloni bulgari, che qui si stanziarono prima dell'anno 500.
Dal monte prende il nome il comune di Celle di Bulgheria, che sorge alle sue pendici, al lato est. Il monte è conosciuto come Leonessa addormentata, poiché somiglia ad un enorme leone a riposo con lo sguardo rivolto verso oriente e quindi gli abitanti del luogo amano pensare che sia un leone che sta lì a proteggerli.

## Descrizione
Pur essendo lungo e pur toccando numerosi paesi del circondario, esso colpisce per la sua isolatezza, dato che non esistono altre montagne nelle immediate vicinanze. Questa particolare caratteristica si può ammirare da Bosco, che si trova ai suoi piedi.
Il massiccio è costituito interamente da rocce carbonatiche di origine marina relative, prevalentemente, al periodo Giurassico, ed in misura minore al Triassico e al Cretaceo. Sono stati ritrovati numerosi fossili marini sulla montagna.
La flora è ricchissima: si trovano alberi di ontano e piante di castagno secolari, ginestre, asparagi, il pungitopo, la rosa canina, origano, lavanda e numerosi tipi d'orchidee selvatiche tra cui Orchis italica, Serapias vomeracea, Orchis fragans e Orchis papillonacea.

## Come raggiungerlo
Il percorso più agevole per raggiungere la vetta è quello che parte da Celle di Bulgheria. La vetta più alta dista circa 11 km; è raggiungibile sia a piedi che in macchina. Esiste un percorso alternativo agibile solo a piedi; quest'ultimo è più breve ma presenta una maggiore difficoltà.
Dal Versante meridionale del Monte Bulgheria (non lontano dal centro di San Giovanni a Piro) è possibile scalare il massiccio carbonatico godendo di piacevoli panorami sul Golfo di Policastro attraverso due principali percorsi. Particolarmente interessante è il percorso che parte dal campo sportivo di San Giovanni a Piro, nella parte iniziale il sentiero costeggia la Grotta Eremiti (nome che rimanda al monachesimo italo-greco del vicino cenobio) caratterizzata da una sorgente.

## Aspetti culturali
- Ferdinando Palazzo di San Giovanni a Piro nel 1959 dedicò una bellissima poesia al monte Bulgheria.
- Il pittore spagnolo José Ortega, che visse a Bosco per molti anni, scolpì la sagoma del monte in una pietra che oggi si trova al centro della piazza a lui dedicata.